# Pillbox (hoed)

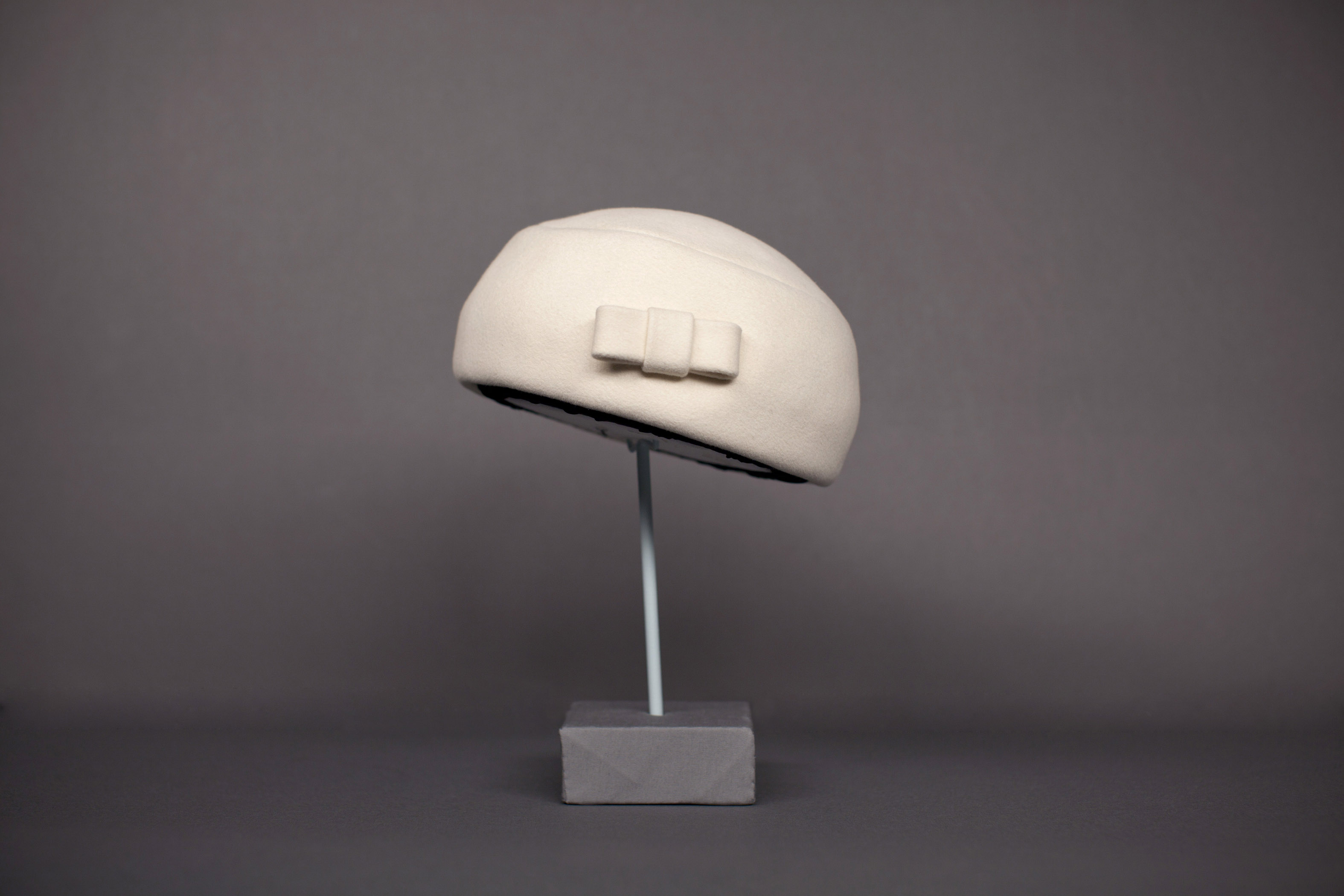
Pillbox uit het bezit van Jacqueline Kennedy

Een pillbox (Engels, 'pillendoos'), ook wel pillboxhoed genoemd, is een kleine dameshoed. Een enkele keer wordt wel de Nederlandse vertaling 'pillendooshoed' gebruikt, maar deze is niet algemeen in gebruik. De pillbox is vernoemd naar de kleine cilindrische doosjes die werden gebruikt voor het bewaren of meenemen van pillen.

## Kenmerken
De pillbox bestaat uit alleen een ronde of ovale kroon, of wekt die suggestie door een volledig omgeslagen rand. De kroon is rechtopgaand, en de bovenkant van de kroon kan plat, hol of bol zijn. De pillbox lijkt op een toque maar is kleiner, en kan in de regel ook scheef op het hoofd gedragen worden, vastgezet met een hoedenspeld, haarspelden of een aan de hoed bevestigde haarkam. Hele kleine pillboxhoeden kunnen ook als hatinator gedragen worden.

## Geschiedenis

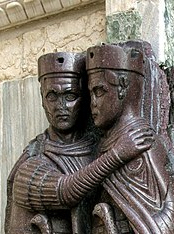
Romeinse tetrarchen met pileus pannonicus, 4e eeuw

De historische voorloper van de pillbox was een militair hoofddeksel. Tijdens het Laat-Romeinse rijk werd de pileus pannonicus (Pannonische muts) gedragen door Romeinse soldaten. Een soortgelijke hoed was in de Middeleeuwen populair in Vlaanderen. In de Middeleeuwen maakten pillboxhoeden ook onderdeel uit van bruidskleding, waarbij de hoed over een sluier werd gedragen.
Het Britse leger uit het Victoriaanse tijdperk droeg standaard dergelijke hoeden als onderdeel van het uniform. In sommige landen van het Gemenebest van Naties is bij ceremoniële gelegenheden (ook in de 21ste eeuw) nog steeds een vergelijkbare militaire hoed te zien, vaak met een kinband. Het uniform van het Canadees Koninklijk Militair College bevat ook nog altijd een dergelijk hoed.
Een vergelijkbare pillbox, de "Montenegrijnse pet", was in de 18e eeuw bekend in Montenegro, en werd rond 1840 geherintroduceerd als vervanger van de fez. Het dragen gold als nationalistisch symbool, dat het verdriet om de toenmalige bezetting van Kosovo door de Serviërs symboliseerde.
In de jaren '30 van de 20ste eeuw ontwierpen hoedenmakers een pillbox als mode-item voor vrouwen, mogelijk als eerste voor de actrice Greta Garbo. De hoed werd vooral populair vanwege zijn elegante eenvoud. Pillboxhoeden werden voornamelijk gemaakt van wol, fluweel, organdie, nerts-, lynx- of vossenbont en luipaardvel. Ze waren over het algemeen ontworpen in effen kleuren met geen of weinig decoratie, zoals een hoedband, strik of voile.
Pillboxhoeden werden in de jaren '60 van de 20ste eeuw zeer populair. Ze werden vaak gecombineerd met de volumineuze bouffant-kapsels die toen in de mode waren. Jacqueline Kennedy, First Lady van de Verenigde Staten van 1961 tot 1963, stond bekend om de pillboxhoeden die ze droeg, en die speciaal voor haar werden ontworpen door modeontwerper Roy Halston Frowick. Ze gold als stijlicoon en vele vrouwen volgden haar na in het dragen van een pillbox. De roze pillbox die ze droeg op 22 november 1963, de dag dat haar man John F. Kennedy vermoord werd, werd zo, onbedoeld, beroemd.
In de 21ste eeuw worden pillboxhoeden nog altijd gedragen door liefhebbers van vintagehoeden, waaronder Koningin Máxima en Kate Middleton. Modeontwerpers als Stella McCartney, John Galliano en Vivienne Westwood namen de hoed op in verschillende collecties.
De hoed is vanwege het bescheiden uiterlijk ook in trek als 'kerkhoed' bij vrouwen van bevindelijk gereformeerde huize.

## Trivia
De pillbox is een satirisch onderwerp van het nummer Leopard-Skin Pill-Box Hat van Bob Dylan. Het nummer verscheen voor het eerst op zijn album Blonde on Blonde uit 1966.

## Galerij

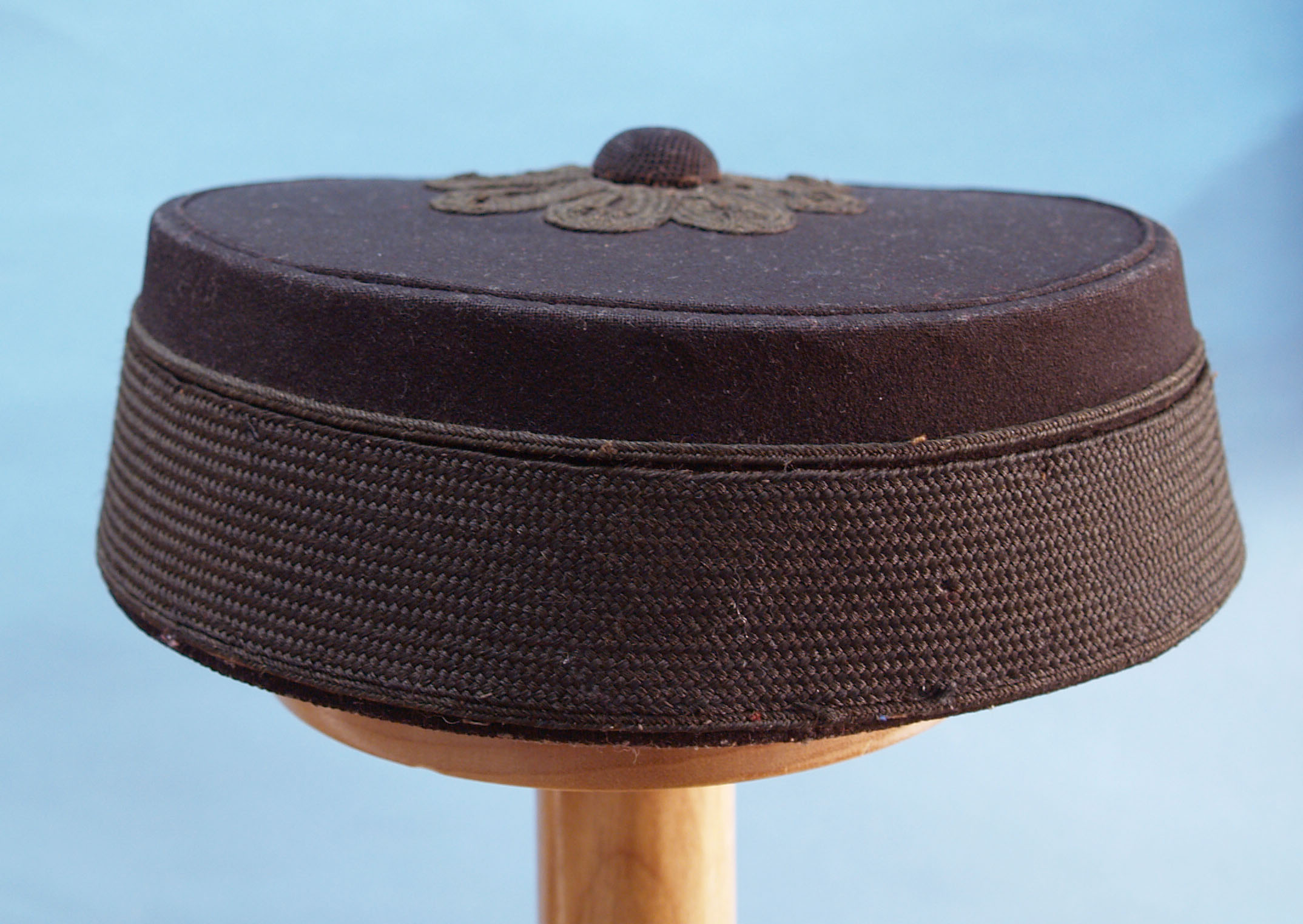
Nieuw-Zeelandse militaire pillbox, eind 19e eeuw
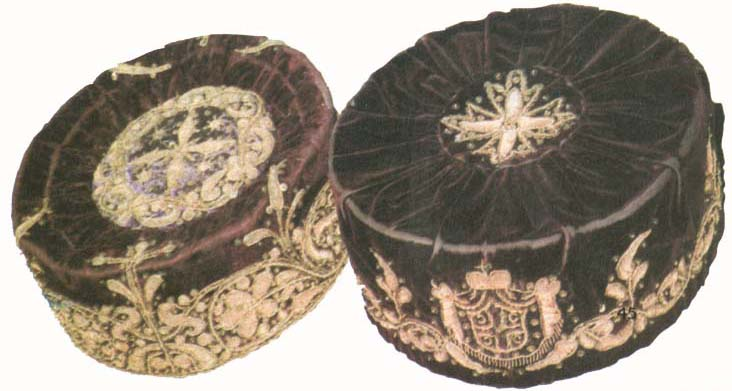
Montenegrijnse hoed van Koning Nicolaas I van Montenegro en Koningin Milena (rond 1900)
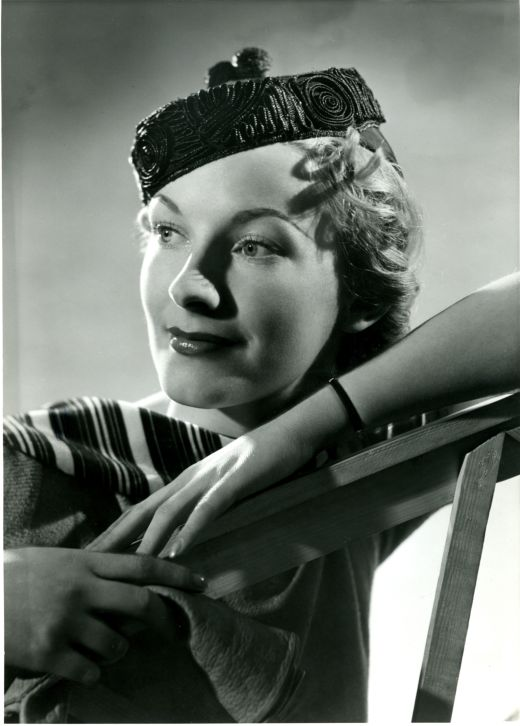
Karin Stilke met pillbox, 1936
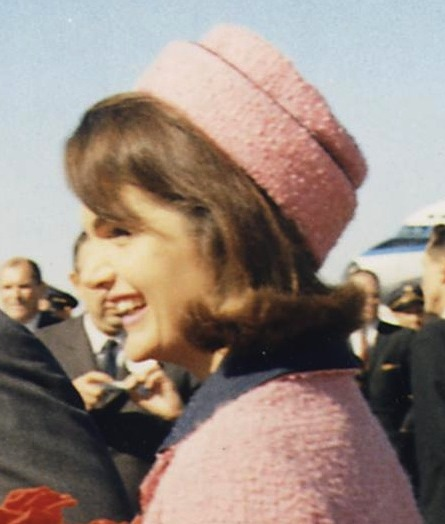
Jacqueline Kennedy op 22 november 1963
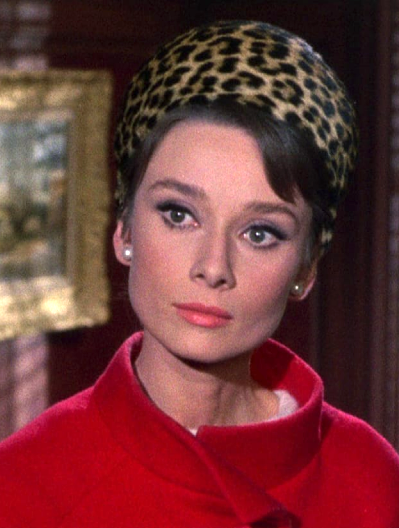
Audrey Hepburn met pillbox van luipaardvel, 1963